# Xanthia cinnamomeago
Xanthia cinnamomeago är en fjärilsart som beskrevs av Arnold Spuler 1907. Xanthia cinnamomeago ingår i släktet Xanthia och familjen nattflyn. Inga underarter finns listade i Catalogue of Life.